# Club Deportivo Colonia Moscardó
El Club Deportivo Colonia Moscardó és un club espanyol de futbol de la ciutat de Madrid.
El club va ser fundat el 1945 i registrat a la federació castellana el 23 de juliol de 1945. L'any 1964 ascendí a Tercera Divisió i sis anys més tard pujà a Segona, però només s'hi mantingué una temporada.